# Tomáš Baťa

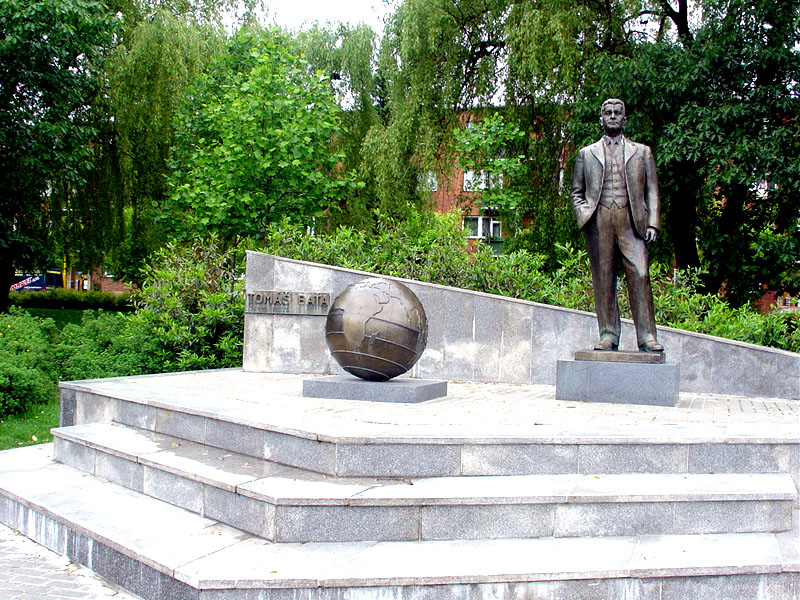
Pomnik Tomáša Baty w Otrokovicach

Tomáš Baťa (ur. 3 kwietnia 1876 w Zlinie, zm. 12 lipca 1932 w Otrokovicach) – czeski przemysłowiec, założyciel przedsiębiorstwa Baťa, w latach 1923–1932 burmistrz Zlína.

## Życiorys
Urodził się w rodzinie, która od wielu pokoleń zajmowała się szewstwem (pierwsza wzmianka o szewcu Lukášu Bacie pochodzi z 1667 r.), jako trzecie dziecko Antonína Baťy (1844–1905) i Anny Minaříkovej-Bartošovej (1841–1884). Miał siostrę Annę (1872–1936) oraz brata Antonína (1874–1908). Gdy miał 8 lat zmarła mu matka. Dwa lata później ojciec zdecydował się ponownie ożenić i jednocześnie przenieść rodzinę oraz firmę ze Zlinu do Uherskiego Hradištia. Tomáš podjął naukę w tamtejszej szkole, w której zamiast po czesku uczono w języku niemieckim. Równocześnie zajmował się wyrobem obuwia i jego sprzedażą. Mając 12 lat zainteresował się rzemiosłem szewskim, w bardzo krótkim czasie opanowując jego tajniki w stopniu wystarczającym do podjęcia pracy w tym zawodzie. Oprócz naprawy i produkcji obuwia szybko uczył się zasad jego skutecznej sprzedaży. W wieku 14 lat - wbrew woli ojca - opuścił dom, przenosząc się do Prościejowa, gdzie zatrudnił się w przedsiębiorstwie Fäber, produkującym maszyny szewskie. Tam bardzo zainteresowały go maszyny, które ułatwiały i przyspieszały pracę szewców. Wkrótce został jednak zwolniony, ponieważ jego pracodawcy obawiali się konkurencji. Wrócił więc do warsztatu ojca, ale po obustronnych nieporozumieniach udał się do Wiednia, do mieszkającej tam siostry Anny. Dzięki jej pomocy usamodzielnił się i założył własny warsztat. Nieznajomość lokalnego rynku i brak pozwolenia na uprawianie rzemiosła spowodowały, że zamknął biznes. Wrócił do zakładu ojca w Uherskim Hradištu.
Dzięki finansowej pomocy ojca oraz po otrzymaniu spadku po matce, 21 września 1894 rodzeństwo Tomáš, Antonín i Anna założyło w Zlínie przedsiębiorstwo produkujące obuwie na zasadzie pracy nakładczej. Początkowo współpracowali z 3 chałupnikami. W następnym roku przedsiębiorstwo popadło w kłopoty finansowe i długi, które zostały spłacone w 1898 r. Z powodu braku środków na zakup dostatecznej ilości skór, Tomáš zaproponował produkcję na skórzanej podeszwie butów z płótna. Przedsiębiorstwo zatrudniało wtedy 60 rękodzielników – chałupników. W tym samym czasie brat Antonín zapadł na gruźlicę i Tomáš samodzielnie kierował przedsiębiorstwem.
W 1904 r. w celu poznania nowych technologii, metod zarządzania i motywowania pracowników odbył podróż do USA i zatrudnił się w jednej z fabryk. Zwiedził m.in. zakłady Forda. Po powrocie w USA i Niemczech zamówił maszyny dla swojego przedsiębiorstwa. W 1908 r. zmarł brat Antonín, a siostra Anna wyszła za mąż. Oznaczało to przejęcie przez Tomáša całkowitej kontroli nad przedsiębiorstwem. Podjął decyzję o masowej produkcji lekkiego obuwia. W 1910 r. zatrudniał już 350 pracowników przy produkcji 3000 par obuwia dziennie. Aby ściągnąć nowych pracowników rozpoczął budowę domów pracowniczych. Ta zabudowa, składająca się z czerwonych ceglanych domów z białym wykończeniem, po dziś dzień jest charakterystyczna dla Zlinu. W produkcji wprowadził system optymalizacji wykrojów oraz kar dla pracowników nieutrzymujących jakości.
W 1912 r. wstąpił w związek małżeński z Marią Menčíkovą (1893–1954), córką zarządcy wiedeńskiej biblioteki cesarskiej. Po dwóch latach urodził się im syn Tomáš Baťa junior (1914–2008).
W okresie I wojny światowej, dzięki dużym zamówieniom austriackiej armii cesarskiej, nastąpił szybki rozwój przedsiębiorstwa, które osiągnęła dzienną produkcję w wysokości 10 tys. par obuwia.
Po zakończeniu wojny, Baťa dynamicznie rozwijał swoje przedsiębiorstwa. W 1925 r. zatrudniał już 5200 pracowników przy produkcji znacznie przekraczającej 100 tys. par obuwia dziennie. Tomáš wszedł ze swoim obuwiem na rynki międzynarodowe. W 1928 r. kompleks fabryczny miał 30 obiektów. W Zlinie powstały szkoły przygotowujące pracowników na różnych poziomach oraz filmowe studio (późniejsze studio filmowe Kudlov), w którym były produkowane reklamy butów Baťy. W tym czasie rozpoczęła się współpraca Tomáša z jego przyrodnim bratem Janem Antonínem. W 1931 r. przedsiębiorstwo stało się spółką akcyjną. Baťa rozpoczął dywersyfikację majątku przedsiębiorstwa poprzez dywersyfikację produkcji, zainwestował m.in. w przemysł budowlany, tekstylny, maszynowy, taboru kolejowego, lotniczy, papierniczy, chemiczny, bawełniany, rolnictwo, leśnictwo czy plantacje kauczuku.
Zginął 12 lipca 1932, gdy jego prywatny samolot Junkers F 13 wystartował z firmowego lotniska w Otrokovicach i po kilku minutach lotu do Zurychu w gęstej mgle uległ wypadkowi. Zarząd nad przedsiębiorstwem przejął Jan Antonín Baťa. Tomáša upamiętnia dziś w Zlíinie oryginalny pomnik w formie żelbetowego, przeszklonego pawilonu, w którym eksponowany jest również feralny samolot.

## Odniesienia w kulturze
- Mariusz Szczygieł „Gottland”